# Amobia erythrura
Amobia erythrura är en tvåvingeart som först beskrevs av Wulp 1890.  Amobia erythrura ingår i släktet Amobia och familjen köttflugor. Inga underarter finns listade i Catalogue of Life.